# Ostring (Landau in der Pfalz)
Der Ostring ist eine Straße in Landau in der Pfalz. Er ist zu weiten Teilen als Denkmalzone ausgewiesen.

## Lage
Der Ostring befindet sich innerhalb der Kernstadt und gehört zusammen mit dem Nordring, dem Südring und dem Westring zu den Landauer Ringstraßen.

## Charakteristika
Es handelt sich bei den Häusern hauptsächlich um zweigeschossige spätgründerzeitliche Wohnhäuser, zum Teil mit Motiven des Jugendstil, die um 1900 bis 1912 entstanden. Außerdem befindet sich innerhalb der Straße das sogenannte Ostring-Center, das als Einkaufspassage konzipiert ist. Die Häuser 1/1a bis 7 bilden zusammen mit dem Nordring 32 die Denkmalzone Ostring, während die Häuser 18–38 zusammen mit der östlich liegenden Mahlastraße die Denkmalzone Mahlastraße/Ostring bilden.

## Geschichte
Nachdem die Festung Landau 1871 aufgegeben worden war und die Stadt bereits 1855 Eisenbahnanschluss erhalten hatte, entstand das Bedürfnis, die Stadt in die östliche Richtung zu erweitern. Die Straße selbst wurde ab 1892 angelegt.
Im 21. Jahrhundert wurden vor mehreren Häusern in der Straße Stolpersteine gelegt, um der dort lebenden Opfer des Nationalsozialismus zu gedenken. 2023 wurde außerdem die Verkehrssituation für Radfahrer verbessert.